# Fritz Kubach
Fritz Kubach (* 21. Mai 1912 in Heidelberg; † 1945 vermisst) war ein deutscher Naturwissenschaftler und Wissenschaftshistoriker, Herausgeber der ersten Münchner Kopernikus-Gesamtausgaben sowie nationalsozialistischer Wissenschaftspolitiker. 

## Leben
Fritz Kubach studierte von 1931 bis 1935 Mathematik und Naturwissenschaften an der Universität Heidelberg. Von 1935 bis 1936 war er Assistent an der badenschen Landessternwarte Heidelberg-Königstuhl und promovierte 1936 in Heidelberg mit einer Dissertation zu Johannes Kepler als Mathematiker. 
Zum 1. Mai 1933 trat Kubach der NSDAP (Mitgliedsnummer 3.143.166) und im selben Jahr SA bei, von letzterer wechselte er 1936 zur SS über (SS-Nummer 272.669). Von 1934 bis 1936 ist er Hauptamtsleiter für Wissenschaft in Heidelberger Studentenschaft und stellvertretender Gaustudentenführer in Baden. Seit 1935 war er ehrenamtlicher Mitarbeiter des SD. Kubachs Karriere als nationalsozialistischer Funktionär war eng mit der Gustav Adolf Scheels verbunden. Nach dessen Übernahme der Reichsstudentenführung folgte er ihm im Jahre 1936 nach Berlin, wurde ab 1937 Amtschef Wissenschaft und Facherziehung und in der Zeit von 1940 bis 1942 dessen bevollmächtigter Vertreter. Im Amt Wissenschaft und Facherziehung lag ab 1937 der Schwerpunkt der Reichsstudentenführung. Seit 1937 gab er die Zeitschrift für die gesamte Naturwissenschaft. Organ der Reichsfachgruppe Naturwissenschaft der Reichsstudentenführung, ein Organ des Ahnenerbe, heraus. In den Jahren 1944/45 war Kubach Stabsführer des Nationalsozialistischen Deutschen Dozentenbundes.
Nach mehrmaliger freiwilliger Meldung wurde er im Mai 1941 zur Wehrmacht eingezogen:19 und war zuletzt Leutnant. In der SS wurde er 1944 zum Sturmbannführer befördert.:33 Seit Januar 1945 wird er vermisst.:43
Kubach verfocht unter widrigen Verhältnissen bis in die letzten Kriegsmonate hinein den Gedanken Ernst Kriecks zur Hochschulreform.
Aus seiner Ehe mit Isa Kubach (geb. Koch; Mitglied der geologischen Vereinigung) gingen zwei Kinder hervor.

## Fritz Kubach und die Kopernikus-Ausgabe
Durch sein Promotionsverfahren war Fritz Kubach mit Angehörigen der Kepler-Kommission der Bayerischen Akademie der Wissenschaften bekannt. Er bildete nach deren Vorbild die Kommission für die Kopernikus-Gesamtausgabe, der neben dem ebenfalls in der Kepler-Edition beteiligten Max Caspar die ausgewiesenen Kopernikus-Experten Robert Samulski, Hans Schmauch, Franz Zeller, Karl Zeller sowie August Faust, Wilhelm Führer, Karl Griewank, August Kopff, Rudolf Mentzel, Johannes Papritz, Rembert Ramsauer, Theodor Vahlen, Heinrich Vogt angehörten, und wurde Herausgeber der ersten Münchner Kopernikus-Gesamtausgabe, von der kriegsbedingt nur Band 1 im Jahre 1944 und Band 2 im Jahre 1948 erschienen sind. Mit dem Bearbeiter des ersten Bandes Karl Zeller kam es wegen des Nachberichtes zu inhaltlicher Auseinandersetzung. Im Jahre 1947 schlossen sich die politisch unbelasteten und anerkannten wissenschaftlichen Mitarbeiter der Edition neu zur Kopernikus-Kommission zusammen. Kubach wurde als formeller Gesamtherausgeber bezeichnet, der als nationalsozialistischer Politiker unmöglich war und durch den Tod ausgeschieden sei. Seine Einleitung zum ersten Band wurde bei den noch nicht ausgelieferten Exemplaren ausgetauscht.

## Veröffentlichungen (Auswahl)
- Johannes Kepler als Mathematiker(= Veröffentlichungen der Badischen Sternwarte zu Heidelberg Band 11). [Dissertation]. Braun, Karlsruhe i. B. 1935.
- Studenten bauen auf! Der 2. Reichsberufswettkampf der deutschen Studenten 1936/37. Ein Rechenschaftsbericht. Hrsg. im Auftrag des Reichsstudentenführers.
- Studenten bauen auf! Der 3. Reichsberufswettkampf der deutschen Studenten 1937/38. Ein Rechenschaftsbericht. Hrsg. im Auftrag des Reichsstudentenführers.
- Beiträge in: Das Studium der Naturwissenschaft und der Mathematik. Einführungsband. Winter, Heidelberg 1943 (Studienführer. Schriftenreihe zur Einführung in das gesamte wissenschaftliche Studium).
- Beiträge in: Nikolaus Kopernikus. Bildnis eines großen Deutschen. Neue Arbeiten der Kopernikus-Forschung mit Auszügen aus kopernikanischen Schriften in deutscher Sprache. Oldenbourg, München/Berlin 1943. Darin Kubachs Beiträge:

Leben und Schaffen des Nikolaus Kopernikus. S. 1–26.
Kleine Kopernikus-Bibliographie. S. 286–304.
Die Kopernikus-Gesamtausgabe. S. 305–312.
- als Herausgeber: Nikolaus Kopernikus Opus de revolutionibus caelestibus, manu propria. Faksimile-Wiedergabe. Oldenbourg, München 1944 (= Gesamtausgabe. Band 1, bearbeitet von Karl Zeller).
- als Mitherausgeber: Zeitschrift für die gesamte Naturwissenschaft. Organ der Reichsfachgruppe Naturwissenschaft der Reichsstudentenführung. Berlin-Dahlem: Ahnenerbe-Stiftung Verlag 1, 1935/36 - 10, 1944; damit eingestellt. Hauptsachtitel 1, 1935/36 - 2, 1936/37: Zeitschrift für die gesamte Naturwissenschaft einschließlich Naturphilosophie und Geschichte der Naturwissenschaft und Medizin. Braunschweig: Vieweg (1935/36 – 1938/39)[7]